# Heerlijkheid Glött
De heerlijkheid Glött was een heerlijkheid in het bezit van de familie Fugger.
Het dorp Glött behoorde in de veertiende eeuw aan de heren van Burgau, die ministerialen waren van het markgraafschap Burgau. In 1537 was het dorp in bezit van het graafschap Fürstenberg. Nog in hetzelfde jaar werd het door Anton Fugger gekocht. Hij bouwde er in 1550 een nieuw slot.
Later resideerde er de tak Fugger-Glött.
Door artikel 24 van de Rijnbondakte van 12 juli 1806 kwam de heerlijkheid definitief onder de soevereiniteit van het koninkrijk Beieren.